# Pleopeltis viridis
Pleopeltis viridis là một loài dương xỉ trong họ Polypodiaceae. Loài này được Moore & Ridl. mô tả khoa học đầu tiên năm 1926.
Danh pháp khoa học của loài này chưa được làm sáng tỏ. 